# Henriëtte van Mömpelgard
Henriëtte van Mömpelgard, ook Henriëtte van Montfaucon (?, tussen 1384 en 1391 — Mömpelgard, 14 februari 1444) was gravin van Württemberg.
Henriëtte was de oudste dochter van Hendrik van Orbe en van Maria van Châtillon. Na de dood van haar grootvader Stefanus van Montfaucon in 1397, waren mannelijke troonopvolgers in Mömpelgard niet voorhanden, hoewel Hendrik nog drie onwettige kinderen en twee jongere dochters bezat.
Op 13 november 1397 sloot de Württembergse graaf Everhard III (de Milde) een huwelijksverdrag voor zijn zoon Everhard IV met Henriëtte. Aldus nam hij de regering van Mömpelgard over dat tot 1802 deel bleef uitmaken van Württemberg.
Uit dit huwelijk kwamen drie kinderen:
- Anna (1408 - 1471), gravin van Katzenelnbogen
- Lodewijk I (1412 - 1450)
- Ulrik V (1413 - 1480)

Na de dood van Everhard IV in 1419 oefende Henriëtte de voogdij uit van haar twee zonen en bestuurde Württemberg tot 1421 met een aantal "Raden".